# Williams F121

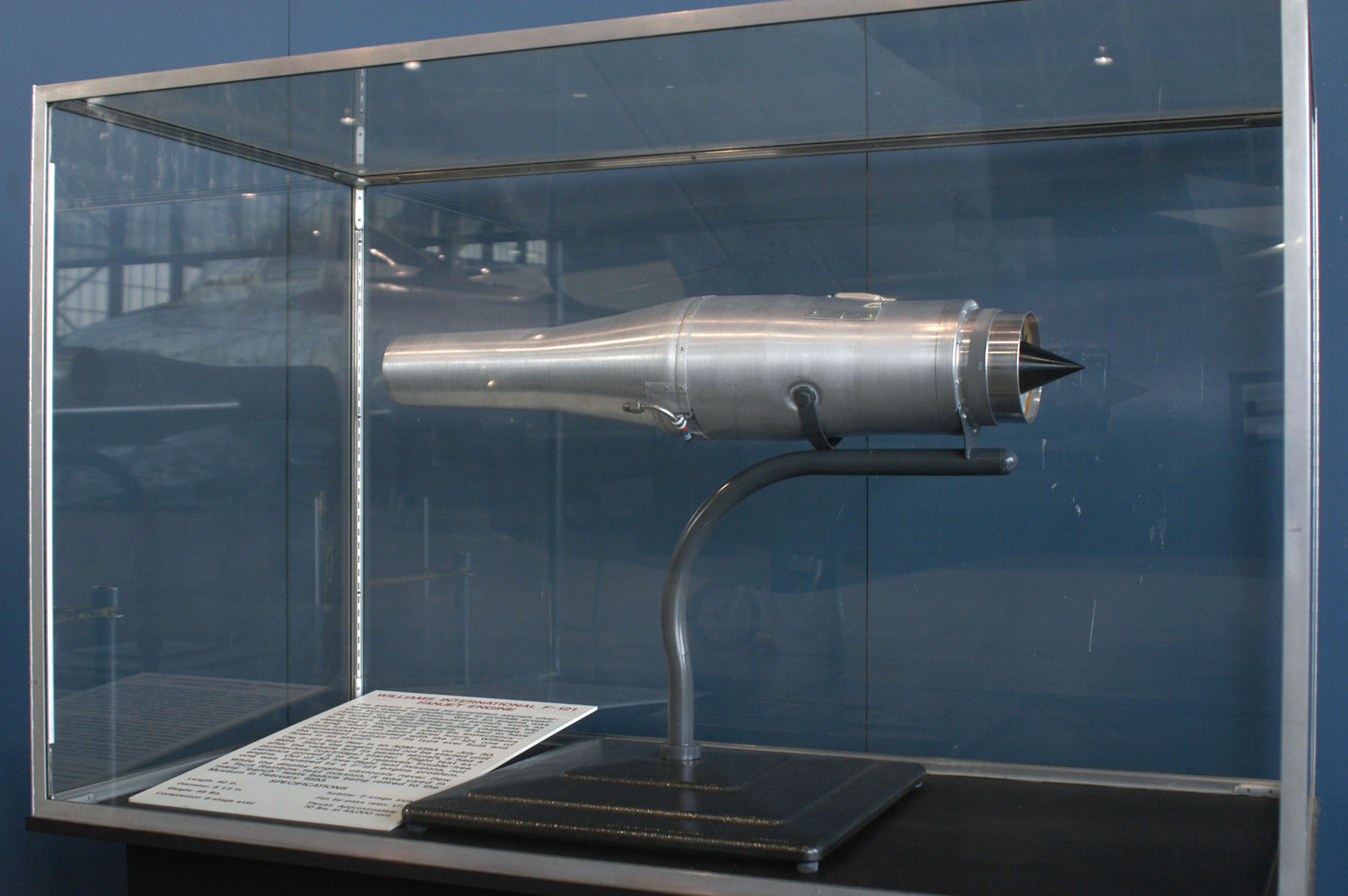
Modell des F121

Das Williams F121 (Herstellerbezeichnung: WR36-1) war ein Mantelstromtriebwerk, das für den AGM-136 Tacit Rainbow Marschflugkörper entwickelt worden ist.

## Entwicklung
Das F121 wurde Anfang der 1980er Jahre für die AGM-136 Tacit Rainbow entwickelt und weist einige seltene Konstruktionsmerkmale auf. Es war nur für den Einsatz von Marschflugkörpern vorgesehen und dementsprechend auf eine hohe Kostenreduktion, bei entsprechend geringer Lebensdauer, konzipiert. Dennoch wies das F121 für einen Marschflugkörpertriebwerk eine relativ hohe Lebensdauer von drei Stunden auf (die AGM-136 sollte mehrere Stunden im Zielgebiet verbleiben können).
Den Erstflug absolvierte das Triebwerk am 30. Juli 1984. 1991 wurde dann das AGM-136-Programm eingestellt, womit auch das F121 nicht mehr weiterentwickelt worden ist. Nur im Jahr 2000 wurden einige Prototypen nochmals im „Naval Air Warfare Center“ der „Naval Air Weapons Station China Lake“ für Treibstofftest verwendet.

## Technische Daten
- Länge: 1,01 m
- Durchmesser: 0,22 m
- Gewicht: 22 kg
- Schubkraft: 0,31 kN
- Nebenstromverhältnis: 1,7 : 1
- Schub-Gewichts-Verhältnis: 1,43 : 1